# Пандро С. Берман
Пандро Семюель Берман (англ. Pandro Samuel Berman; 28 березня 1905, Піттсбург, Пенсільванія, США — 13 липня 1996, Беверлі-Гіллз, Каліфорнія, США) — американський кінопродюсер.

## Біографія
Пандро Берман народився 28 березня 1905 року в єврейській родині у Пітсбурзі. Його батько Гаррі Берман був генеральним директором Universal Pictures в роки становлення Голлівуду.
В 1920-х роках Пандро працював помічником режисера у Малкольма Сент-Клера та Ральфа Інса. У 1930 році Берман був найнятий монтажером в кінокомпанію RKO Radio Pictures, де згодом став асистентом продюсера.
Після того, як Девід Сельцник став директором RKO у жовтні 1931 року, він назначив Бермана для адаптації повісті Фанні Герсти «Нічний дзвін», повість про єврейського лікаря з гетто Нижнього Іст-Сайда, який досяг висот Парк-авеню, який Сельцник особисто назвав Симфонією шести мільйонів. І Сельцник, і Берман пишалися картиною, а Берман пізніше назвав його «першим хорошим фільмом», який він створив.
Покинувши RKO Берман вирушає працювати на MGM у 1940 році, де він створив такі фільми, як Національний оксамит (1944), Батько нареченої (1950) та Шкільні джунглі (1955).
Пандро Берман в 1976 році отримав Нагороду імені Ірвінга Тальберга за видатний внесок у кіновиробництво. А також шість разів був номінований на премію «Оскар» за найкращий фільм: «Веселе розлучення» (1934), «Еліс Адамс» і «Циліндр» (1935), «Двері на сцену» (1937), «Батько нареченої» (1950) та «Айвенго» (1952).
Пандро С. Берман помер від серцевої недостатності 13 липня 1996 року у своєму будинку в Беверлі-Гіллз, у 91-річному віці. Він був похований у «Меморіальному парку на пагорбі» у місті Калвер-Сіті, штат Каліфорнія.

## Фільмографія
| Рік  |   | Українська назва           | Оригінальна назва          | Роль     |
| ---- | - | -------------------------- | -------------------------- | -------- |
| 1932 | ф | Симфонія шести мільйонів   | Symphony of Six Million    | продюсер |
| 1932 | ф | Скільки коштує Голлівуд?   | What Price Hollywood?      | продюсер |
| 1933 | ф | Ранковий підйом            | Morning Glory              | продюсер |
| 1934 | ф | Веселе розлучення          | The Gay Divorcee           | продюсер |
| 1934 | ф | Тягар пристрастей людських | Of Human Bondage           | продюсер |
| 1935 | ф | Романтика в Манхеттені     | Romance in Manhattan       | продюсер |
| 1936 | ф | Марія Шотландська          | Mary of Scotland           | продюсер |
| 1944 | ф | Національний оксамит       | National Velvet            | продюсер |
| 1945 | ф | Портрет Доріана Грея       | The Picture of Dorian Gray | продюсер |
| 1949 | ф | Мадам Боварі               | Madame Bovary              | продюсер |
| 1950 | ф | Батько нареченої           | Father of the Bride        | продюсер |
| 1951 | ф | Маленький прибуток батька  | Father's Little Dividend   | продюсер |
| 1955 | ф | Шкільні джунглі            | Blackboard Jungle          | продюсер |